# Russisch-ukrainischer Freundschaftsvertrag
Der Vertrag über Freundschaft, Zusammenarbeit und Partnerschaft zwischen der Russischen Föderation und der Ukraine war von 1999 bis 2019 in Kraft.

## Abschluss
Der Vertrag wurde am 31. Mai 1997 in Kiew von den Staatspräsidenten Boris Jelzin und Leonid Kutschma unterzeichnet. Er trat im Februar 1999 nach der Ratifizierung durch die russische Duma für zunächst zehn Jahre in Kraft und verlängerte sich jeweils automatisch um weitere zehn Jahre, wenn eine Partei nicht mindestens sechs Monate vorher mitteilte, dass sie ihn nicht zu verlängern wünsche.
Der Vertrag beinhaltete erstmals die explizite vorbehaltlose gegenseitige Anerkennung der territorialen Integrität und Unverletzbarkeit der Grenzen. Durch den Vertrag wurde ein Beitritt eines Vertragspartners in ein gegen den Vertragspartner gerichtetes Bündnis ausgeschlossen. Die Ukraine war aufgrund der weiteren Verträge wie der NATO-Russland-Grundakte sowie dem russisch-ukrainischen Flottenvertrag zuversichtlich, dass das „Schreckgespenst“ der ukrainischen Sicherheitspolitik, nämlich die Gefahr einer Entfremdung Russlands von Westeuropa, auch durch den Beitrag der Ukraine zur „Europäisierung“ Russlands gebannt würde. Dafür sei die Ukraine aus innenpolitischen Gründen auf Kompromisse eingeschwenkt, die „nicht unbedingt den künftigen nationalen Interessen des Landes“ entsprochen hatten, so Derek Müller.
2003 wurden unter Berufung auf den Freundschaftsvertrag der russisch-ukrainische Grenzvertrag und der russisch-ukrainische Vertrag zur gemeinsamen Nutzung des Asowschen Meeres durch die Präsidenten Kutschma und Putin abgeschlossen, um Grenzfragen beizulegen.

## Bruch und Auslaufen des Vertrages
Nach der völkerrechtswidrigen Annexion der Krim 2014 durch Russland, die einen Bruch einer der zentralen Klauseln des Vertrags darstellte, gab die ukrainische Regierung am 24. September 2018 bekannt, dass der Vertrag auf den 31. März 2019 auslaufen soll. Auch das ukrainische Parlament (Werchowna Rada) stimmte mit großer Mehrheit gegen die Verlängerung des Freundschaftsvertrages.